# Selbstporträt mit Tiroler Hut
Das Selbstporträt mit Tiroler Hut ist ein Gemälde des deutschen Malers Lovis Corinth. Das Bild wurde vom Künstler 1913 auf einer Reise in St. Ulrich in Gröden in Südtirol gemalt und fertiggestellt. 1918 wurde es vom Museum Folkwang in Essen gekauft, jedoch 1937 als „Entartete Kunst“ durch die Nationalsozialisten beschlagnahmt; in der Folge gelangte es in den freien Markt und befand sich bis 1967 in Privatbesitz, das Museum Folkwang konnte es in dem Jahr jedoch zurückerwerben.

## Bildbeschreibung
Das Bild zeigt den Maler in einem Brustporträt in der für Südtirol landesüblichen Kleidung. Diese besteht aus einer grün-schwarz-karierten Jacke, die in dem Werkverzeichnis seiner Frau Charlotte Berend-Corinth als „schwarze, grün karierte Leinenjoppe“ bezeichnet wird, und einem darunter getragenen weißen Hemd mit hohem Kragen. Auf dem Kopf trägt er einen durch ein breites Lederband und eine Fasanenfeder geschmückten Tiroler Hut. In der in der linken unteren Bildecke zu sehenden rechten Hand hält der Künstler mehrere Malpinsel und eine Palette.
Die Brust ist nach links gewendet, das Gesicht ist allerdings frontal auf den Betrachter gerichtet, wobei die rechte Gesichtshälfte leicht im Schatten liegt. Der Hintergrund des Bildes ist weiß und hellblau gehalten. Am oberen linken Bildrand ist das Gemälde mit dem 5. August 1913 datiert, rechts des Kopfes ist es mit den Worten
EGO
Lovis Corinth
St UlRICH. GRÖDEN
bezeichnet.

## Hintergrund

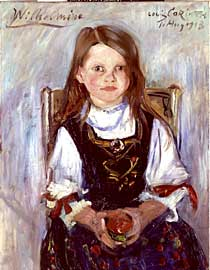
Wilhelmine im Trachtenkleid, 1913

Das Selbstporträt entstand bei einem Familienausflug in St. Ulrich im Südtiroler Grödental im Jahr 1913, der als Erholungsurlaub diente. Lovis Corinth malte in diesem Urlaub neben dem Selbstporträt auch Porträts seiner Tochter (Nacktes Kind im Waschzuber, Wilhelmine im Trachtenkleid) sowie seiner Frau (Mädchen im Waldbach, Tirolerin mit Katze). Zudem entstanden die Landschaftsbilder Brücke in Tirol und St. Ulrich im Grödner Tal.
Die Familie verbrachte bereits 1911 einen Urlaub in dem Ort, in dem Jahr entstand das Gemälde Mutterliebe auf dem Charlotte Berend-Corinth mit ihrem Sohn Thomas porträtiert wurde. Lovis Corinth hatte im Dezember 1911 einen ersten, starken Schlaganfall erlitten, bei dem seine rechte Gesichtshälfte und Teile der rechten Körperhälfte gelähmt wurden.

## Einordnung in das Werk Corinths

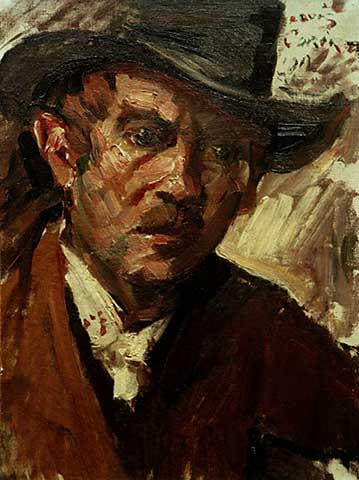
Selbstporträt mit schwarzem Hut, 1912

Lovis Corinth malte zahlreiche Selbstporträts, die in der Regel im Jahresabstand zu seinem Geburtstag entstanden und so sein gesamtes Leben dokumentierten. Das Selbstporträt mit Tiroler Hut gehörte in diese Reihe und folgte 1913 nach dem Selbstporträt mit schwarzem Hut, das als erstes nach seinem Schlaganfall im Dezember 1911 entstand und sich heute in einer Privatsammlung befindet. Im Vergleich zu diesem, das sehr stark von der Verzweiflung geprägt war, wirkt das Selbstporträt mit Tiroler Hut trotz des strengen Blicks ausgeglichener. Verstärkt wird dies durch die kräftigen Farben, die das Porträt deutlich von dem hellen Hintergrund abheben.
Der Schlaganfall führte allerdings durch die daraus folgende Lähmung zu einer Veränderung der Bildgestaltung und der Position Corinths im Bild. Während er sich bis 1912 in der Regel frontal oder mit einer Bevorzugung der rechten Gesichtsseite malte, malte und zeichnete er diese nun gelähmte Gesichtshälfte in seinen Porträts nach 1912 in der Regel auf der abgewendeten Seite und im Bildschatten. Zudem wurden seine Selbstporträts ernster, nach Charlotte Berend-Corinth war das Selbstporträt mit schwarzem Hut „das erste der vielen Selbstporträts, welches den tief traurigen Ausdruck in sich trägt.“

## Provenienz
Das Selbstporträt mit Tiroler Hut befand sich bis 1917 in der Privatsammlung O. Hermes und wurde im Folgejahr an das Museum Folkwang verkauft. Am 25. August 1937, zur Zeit des Nationalsozialismus in Deutschland, wurde das Bild gemeinsam mit etwa 1400 weiteren Werken des Museums im Rahmen der Aktion „Entartete Kunst“ beschlagnahmt und vom 31. Mai 1938 entschädigungslos zugunsten des Deutschen Reiches einbehalten. Am 24. November 1939 wurde das Bild bei dem Kunsthändler Bernhard A. Böhmer in Güstrow gegen das Bild Erwachende Frau mit Magd von Wilhelm Busch eingetauscht. Es befand sich später in Privatbesitz und konnte 1967 über die Kunsthandlung Resch in Gauting vom Museum Folkwang zurück erworben werden.

## Belege
1. 1 2 3 4  
Peter-Klaus Schuster, Christoph Vitali, Barbara Butts (Hrsg.): Lovis Corinth. Prestel München 1996; S. 103. ISBN 3-7913-1645-1.
2. 1 2 3 4  
Charlotte Berend-Corinth: Lovis Corinth: Die Gemälde. Neu bearbeitet von Béatrice Hernad. Bruckmann Verlag, München 1958, 1992; BC 586, S. 143. ISBN 3-7654-2566-4.
3. ↑  
Olaf Blanke: I and me: Selfportraiture in Brain Damage. In: Julien Bogousslavsky, M.G. Hennerici (Hrsg.): Neurological disorders in famous artists, Part 2. Frontiers of Neurology and Neuroscience Band 22. Karger, Basel 2007; S. 14–29
4. ↑  
Charlotte Berend-Corinth: Lovis Corinth: Die Gemälde. Neu bearbeitet von Béatrice Hernad. Bruckmann Verlag, München 1958, 1992; BC 546, S. 137. ISBN 3-7654-2566-4.
5. ↑  
Selbstporträt mit Tiroler Hut in der Datenbank „Beschlagnahmeinventar ‚Entartete Kunst‘“ an der Freien Universität Berlin, abgerufen am 30. April 2023.